# Amerykański curl długowłosy
Amerykański curl długowłosy (ang. American curl longhair) – rasa kota pochodząca ze Stanów Zjednoczonych. Pierwsze doniesienia o tej rasie pochodzą z 1981 roku. Koty te wyróżniają wywinięte do tyłu uszy.

## Historia
Pierwszym znanym kotem, którego uznaje się za założyciela rodu, jest bezpańska kocica zwana Shulamit. Miała ona uszy zagięte w półksiężyc. Cechę tę odziedziczyły po niej jej pierwsze cztery kocięta. Z dwóch z nich wyselekcjonowano kota amerykańskiego curl. Za pierwszych właścicieli kotów tej rasy uważa się państwa Ruga z Lakewood oraz panią Kiester.

## Wygląd
Amerykański curl długowłosy należy do kotów półdługowłosych. Całe ciało jest średniej wielkości i proporcjonalne. Głowa ma kształt ściętego stożka. Oczy w kształcie migdała, dosyć duże i szeroko rozstawione, w harmonii kolorystycznej z barwą sierści tylko u odmiany barwnej  kolorpoint. Uszy dość duże, łukowato zagięte do tyłu. Nowonarodzone kocięta mają uszy normalne, ale w pierwszych dniach życia chrząstki stają się fryzowane. Znane są trzy stopnie zakrzywienia uszu – lekkie, średnie i wyraźne. Okrywa włosowa jest półdługa i prawie bez wełnistego podszycia. Ogon ma długość równą długości ciała. Dopuszczalne są wszystkie rodzaje ubarwienia i wszystkie desenie.

## Charakter
Amerykański curl długowłosy jest kotem zrównoważonym, umiarkowanie reagującym, lubiącym się bawić także w wieku dojrzałym. Jest towarzyski, serdeczny i łagodny, lubi kontakt fizyczny, szuka aktywnie towarzystwa człowieka. Nadaje się dla rodziny z dziećmi.